# 峰山郵便局
峰山郵便局（みねやまゆうびんきょく）は京都府京丹後市にある郵便局。民営化前の分類では集配普通郵便局であった。

## 概要
住所：〒627-8799 京都府京丹後市峰山町上13-1

## 沿革
- 1872年（明治5年）旧7月 - 峰山郵便取扱所として開設[1]。
- 1875年（明治8年）1月1日 - 峰山郵便局（五等）となる。同年より為替取扱を開始。
- 1879年（明治12年）7月 - 貯金取扱を開始。
- 1894年（明治27年）1月16日 - 峰山郵便電信局となる。
- 1903年（明治36年）4月1日 - 通信官署官制の施行に伴い峰山郵便局となる。
- 1950年（昭和25年）10月1日 - 特定郵便局から普通郵便局に局種別改定[2]。
- 1950年（昭和25年）11月16日 - 電気通信業務の取扱を、新設の峰山電報電話局に移管[3]。
- 1956年（昭和31年）10月5日 - 電話通話および和文電報受付事務の取扱を開始。
- 1960年（昭和35年）6月 - 局舎新築落成。
- 1990年（平成2年）10月29日 - 中郡峰山町堺から同町上に移転。
- 2000年（平成12年）8月14日 - 外国通貨の両替および旅行小切手の売買に関する業務取扱を開始。
- 2006年（平成18年）9月19日 - 弥栄（やさか）郵便局および大宮郵便局からそれぞれ「627-01xx」「629-25xx」区域の集配業務を移管[4]。
- 2007年（平成19年）10月1日 - 民営化に伴い、併設された郵便事業峰山支店に一部業務を移管。
- 2012年（平成24年）10月1日 - 日本郵便株式会社の発足に伴い、郵便事業峰山支店を峰山郵便局に統合。

## 取扱内容
- 郵便、印紙、ゆうパック、内容証明
- 貯金、為替、振替、振込、国際送金、国債、投資信託
- 生命保険、バイク自賠責保険、自動車保険
- ゆうちょ銀行ATM
- 「627-00xx」区域（京丹後市（旧中郡峰山町域））、「627-01xx」区域（京丹後市（旧竹野郡弥栄町域））、「629-25xx」区域（京丹後市（旧中郡大宮町域））の集配業務
- ゆうゆう窓口

## 周辺
- 京丹後市役所
- 京都地方法務局京丹後支局
- 京都府立峰山高等学校
- 京丹後市立峰山小学校
- 丹後中央病院

## アクセス
- 京都丹後鉄道宮豊線 峰山駅から徒歩約23分
- 丹海バス 峰山郵便局前停留所もしくは峰山停留所下車
- 駐車場あり：10台